# Flacăra
Flacăra (equivalente, en rumano, a Llama) es una revista literaria semanal publicada en Bucarest, Rumania.

## Historia y perfil
Flacăra se inició en 1911. El primer número se publicó el 22 de octubre de 1911. El fundador fue Constantin Banu y la revista cubre los artículos sobre la obra literaria de escritores rumanos. La sede se encuentra en Bucarest. Durante la era de Ceauşescu fue una publicación comunista y apoyó el aislamiento de Rumania de Europa junto con otras revistas.
Después de la revolución rumana de diciembre de 1989, George Arion fue elegido editor jefe de la revista.
Flacăra lanzó su sitio web en 2010.